# Hartmut Benckert
Hartmut Benckert (* 16. März 1946 in Husum) ist ein deutscher Ingenieur.
In Bremen aufgewachsen, besuchte er das Gymnasium und leistete seinen Wehrdienst ab. Danach studierte er Maschinenbau, Luftfahrttechnik und Raumfahrt mit dem Abschluss eines Diploms.  An der Fakultät für Energietechnik an der TU Stuttgart erlangte er die Promotion.
Danach war er sechs Jahre lang im Turbinenbau und der Energie- und Kraftwerkstechnik tätig. Anschließend wechselte er im April 1981 zur Putzmeister AG, um als Assistent des Firmengründers Karl Schlecht Aufgaben zu übernehmen. Er wurde zum Versuchsleiter ernannt und ihm unterstanden ab 1988 die Geschäftsbereiche Dienstleistungen, Qualitätssicherung und Produktion. 
In den 1980er und 1990er Jahren baute er die Tochterfirma in den USA aus. Als die GmbH im Jahre 1996 in eine Aktiengesellschaft umgewandelt wurde, übernahm er die Position eines Mitglieds im Vorstand, wobei vertraglich vorgesehen war, dass Vorstandsmitglieder im Alter von 60 Jahren die Firma verlassen müssen. 
Mit seiner Tätigkeit sind bei der Putzmeister AG mehrere Innovationen durch Begleitung und Anregung im Bereich der Baumaschinen entstanden. So wurde 1982 die Entwicklung der Freiflusshydraulik (FFH) vorangetrieben. Das Handhabungs-System  (HFH) wurde 1986 fertig, was sich durch eine hochflexible und rechnergestützte Bedienungsweise auszeichnete.   
Es folgte die Entwicklung der SKYWASH-Roboter, die durch Sensoren gesteuert wurden. Diese neuen Techniken und Geräte bildeten die Voraussetzung für eine neue Technikgeneration bei Putzmeister, die in die EBC-Mastersteuerung und die Entwicklung von Ergonic®-Module mündete, die durch einen Joystick geführt werden konnten.
Mit seiner Tätigkeit ist auch ein technologischer Weltrekord aus dem Jahre 1994 verbunden, als erstmals mit einer Hochleistungspumpe Beton in eine Höhe von 532 Metern gepumpt werden konnte. Ein weiterer Meilenstein  an Höchstleistungen war die Aufnahme der Serienfertigung im Jahre 2005 von Autobetonpumpen, die eine Reichhöhe von 63 Metern erreichen. 
Ende Juni 2006 schied er vertragsgemäß aus der Firma aus, um im Bereich der Wirtschaft ein neues Betätigungsfeld zu suchen.

## Funktionen
- Vorstandsmitglied der VDMA Baden-Württemberg
- Vorsitzender des Forschungsbeirates der FVB, VDMA
- Vorstandsmitglied Fachverband Bau- und Baustoffmaschinen im VDMA, Frankfurt
- Vorstandsmitglied Forschungsvereinigung Bau- und Baustoffmaschinen, VDMA Frankfurt
- Vorstandsmitglied Mittelstands- und Wirtschaftsvereinigung CDU, Kreisverband Esslingen
- Präsident des Committee for European Construction Equipment